# Ankohlen

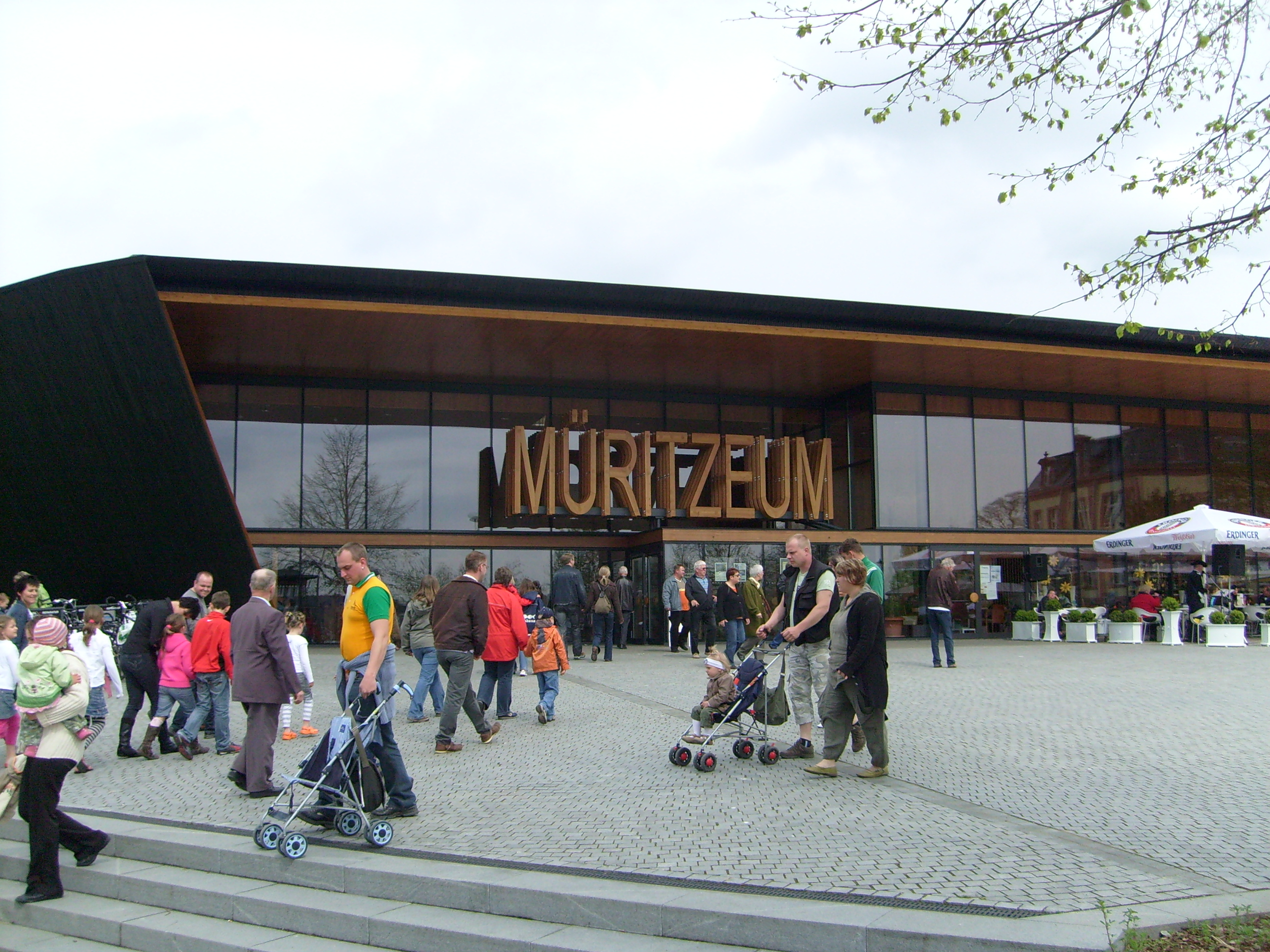
Müritzeum mit schwarzer, angekohlter Holzfassade

Unter Ankohlen versteht man im Bauhandwerk die Methode des Holzschutzes durch Karbonisierung. Die Holzoberfläche wird angebrannt und anschließend mit Wasser abgelöscht, um eine Verkohlungsschicht zu bilden. Im Innern des Holzstückes bilden sich durch pyrolytische Reaktionen ähnlich jener bei der Holzverkohlung teerartige Substanzen mit fungizider Wirkung. Die Verkohlungsschicht ist wasserabweisend und verzögert die Fäulnis des Holzes.
Diese Holzbehandlungsart ist uralt und weit verbreitet. Unter den Gesichtspunkten modernen Holzschutzes wird ihre Wirksamkeit gelegentlich bezweifelt.
Als Beispiel für die Verwendung dieser Methode im zeitgenössischen Bauwesen kann das Müritzeum in Waren genannt werden, dessen Holzfassade durch Ankohlen behandelt wurde.

## Anwendungen
- Yakisugi – die Gestaltung mit verkohlten Holzoberflächen in Japan
- Hölzerne Dachrinnen
- Zaunpfähle aus Rundholz
- Pfahlbauten (historisch)
- Frühe Fachwerkbauten (historisch)